# The Walk Acoustic Live
The Walk Acoustic Live é um combo CD/DVD da banda Hanson gravado em maio de 2007.
O DVD reúne algumas músicas do álbum The Walk e outras inéditas. Inéditas "I've Been Down", "Got A Hold on Me", "On The Rocks".

## Faixas do DVD
1. "Great Divide"
2. "Go"
3. "Something Gound Round"
4. "I've Been Down"
5. "Got A Hold on Me"
6. "On The Rocks"
7. "Been There Before"

## Faixas do CD
1. "Intro (Ngi Ne Themba"
2. "Great Divide"
3. "Been There Before"
4. "Georgia"
5. "Watch Over Me"
6. "Running Man"
7. "Go"
8. "Fire On The Mountain"
9. "One More"
10. "Blue Sky"
11. "Tearing It Down"
12. "Something Going Round"
13. "Your Illusion"
14. "The Walk"

Bônus acústico e ao vivo
1. "Got a Hold on Me"
2. "I've Been Down"
3. "Something Going Round"